# إليو فيتو
إليو فيتو (بالإيطالية: Elio Vito)‏ هو سياسي إيطالي، ولد في 12 نوفمبر 1960 في إيطاليا. حزبياً، نشط في فورزا إيطاليا.

## مناصب
- انتخب عضو مجلس النواب في الجمهورية الإيطالية (19 مارس 2018 – ).
- انتخب عضو مجلس النواب في الجمهورية الإيطالية (22 أبريل 2008 – 14 مارس 2013).
- انتخب عضو مجلس النواب في الجمهورية الإيطالية (21 أبريل 2006 – 28 أبريل 2008).
- انتخب عضو مجلس النواب في الجمهورية الإيطالية (26 مايو 2001 – 27 أبريل 2006).
- انتخب عضو مجلس النواب في الجمهورية الإيطالية (29 أبريل 1996 – 29 مايو 2001).
- انتخب عضو مجلس النواب في الجمهورية الإيطالية (2 أبريل 1994 – 8 مايو 1996).
- انتخب عضو مجلس النواب في الجمهورية الإيطالية (23 أبريل 1992 – 14 أبريل 1994).
- انتخب Italian Minister for Parliamentary Relations ‏ (8 مايو 2008 – 16 نوفمبر 2011).
- انتخب عضو مجلس النواب في الجمهورية الإيطالية عن دائرة Piedmont 2 (Chamber of Deputies constituency) [الإنجليزية]‏ وقد انضم خلال فترته النيابية [الإنجليزية]‏ (5 مارس 2013 – 22 مارس 2018)  للكتلة البرلمانية فورزا إيطاليا (إيطاليا).